# Doc Watson
Doc Watson właściwie Arthel Lane Watson (ur. 3 marca 1923, zm. 29 maja 2012) – amerykański gitarzysta, kompozytor i piosenkarz. We wczesnej młodości stracił wzrok. Był laureatem nagród Grammy. Występował z synem Merle przez ponad 15 lat, aż do jego śmierci w 1985 w wypadku w gospodarstwie rodzinnym.